# Дикманн, Адольф
Адольф Дикманн (нем. Adolf Diekmann, 18 декабря 1914, Магдебург, Пруссия — 29 июня 1944, Нормандия) — германский военный преступник Второй мировой войны. Штурмбаннфюрер-СС, командир 1-го батальона полка «Дер Фюрер» 2-й дивизии СС «Дас Рейх», он несёт ответственность за резню в Орадур-сюр-Глан, где было убито 643 человека (246 женщин, 207 детей и 190 мужчин).